# Lyndsey Stonebridge
Lyndsey Stonebridge (geboren 25. Februar 1965 in Bromley, Kent) ist eine britische Literaturwissenschaftlerin.

## Leben

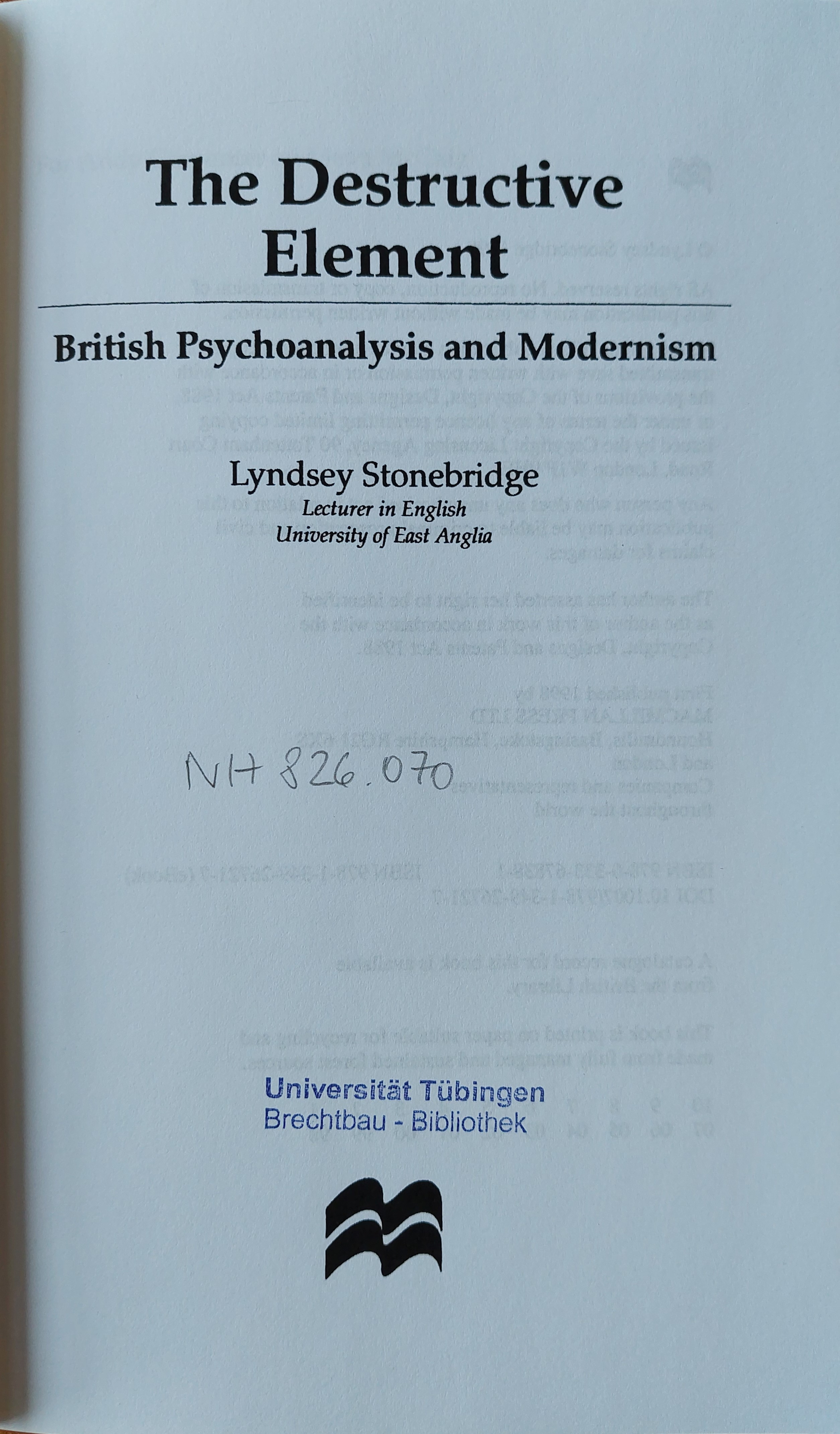
Dissertation 1998

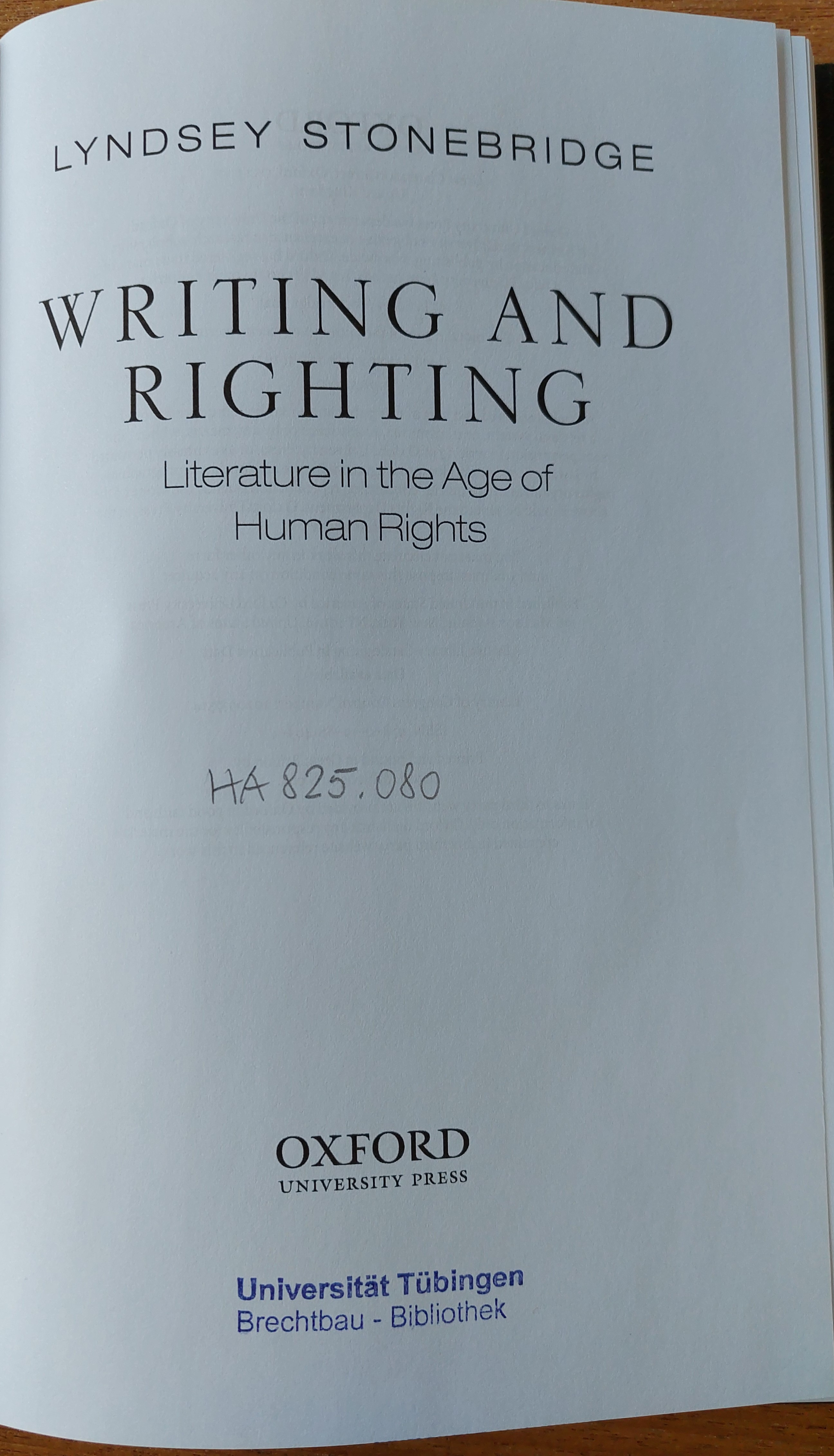
Writing and Righting (2021)

Lyndsey Stonebridge studierte am Polytechnic of North London (B.A.), an der University of Sussex (M.A.) und wurde mit einer Dissertation über Psychoanalyse am Queen Mary College der University of London promoviert.
Stonebridge wurde Professorin für Moderne Literatur und Literaturgeschichte an der University of East Anglia. Sie wechselte 2018 als Professorin für Humanities und Menschenrechte an die University of Birmingham, wo sie auch an der Law School unterrichtet.
Stonebridge wurde 2017 zum Fellow der English Association gewählt, 2019 wurde sie Mitglied der Academia Europaea und 2023 zum Fellow der British Academy. Ihr Buch The Judicial Imagination: Writing after Nuremberg erhielt 2011 den Rose Mary Crawshay Prize der British Academy und ihr Buch Placeless People: Writing, Rights, and Refugees den Modernist Studies Association Best Book Prize im Jahr 2018.
Stonebridge ist mit dem Ökonomen Shaun Hargreaves Heap verheiratet, sie haben zwei Kinder.

## Schriften (Auswahl)
- The Destructive Element: British Psychoanalysis and Modernism. Macmillan, Basingstoke, 1998
- John Phillips, Lyndsey Stonebridge (Hrsg.): Reading Melanie Klein. Routledge, London and New York, 1998
- The Writing of Anxiety: Imagining Wartime in Mid-Century British Culture. Palgrave, Basingstoke, 2007 (Gewidmet Max Sebald)
- Marina Mackay, Lyndsey Stonebridge (Hrsg.): British Fiction after Modernism: The Novel at Mid-Century. Palgrave, Basingstoke, 2007
- The Judicial Imagination: Writing After Nuremberg. Edinburgh University Press, Edinburgh, 2011
- Placeless People: Writing, Rights and Refugees. Oxford University Press, Oxford, 2018
- Writing and Righting. Oxford University Press, 2021
- We Are Free to Change the World. Hannah Arendt’s Lessons in Love and Disobedience. Jonathan Cape, 2024
  - Wir sind frei, die Welt zu verändern : Hannah Arendts Lektionen in Liebe und Ungehorsam. Übersetzung Frank Lachmann. München : C.H.Beck, 2024